# Карел Мејта
Чешке Будјејовице
Карел Мејта (чеш. Karel Mejta; Требон, 8. јун 1928 — Чешке Будјејовице, 6. новембар 2015) био је чехословачки веслачки репрезентативац. Најчешће је веслао у четверцу са кормиларом.
Са чехословачким четверцем са кормиларом, учествовао је на Летњим олимпијским играма 1952. у Хелсинкију и победио испред четверца Швајцарске и САД. Чехословачки четвераца је веслао у саставу:Карел Мејта, Јиржи Хавлис, Јан Јиндра, Станислав Луск и кормилар Мирослав Коранда.
Син Карела Мејте, Карел Мејта млађи такође је био чехословачки олимпијац у веслању на Летњим олимпијским играма 1976. и 1980.